# Mississippi Veterans Memorial Stadium
O Mississippi Veterans Memorial Stadium é um estádio localizado em Jackson, Mississippi, Estados Unidos, possui capacidade total para 60.492 pessoas, é a casa do time de futebol americano universitário Jackson State Tigers football da Universidade Estadual de Jackson. O estádio foi inaugurado em 1950.